# Parc Richard-Pouille
Le parc Richard-Pouille est un espace vert de la ville de Vandœuvre-lès-Nancy en Meurthe-et-Moselle.
Il doit son nom au sénateur Richard Pouille (1921-1996).

## Historique
Le secteur central de Vandœuvre était occupé dans les années 1970 par l'emplacement d'une usine de fabrication de noir de fumée et un stand de tir militaire, ainsi que des marécages et des jardins.
Ces terrains étaient initialement destinés à l'urbanisation, mais les habitants et le maire d'alors, Richard Pouille, se sont mobilisés pour le transformer en espace vert. Les travaux ont commencé en 1976.

## Description
D'une superficie de 16 hectares, il est traversé par une rivière naturelle, le ruisseau « le Brichambeau ».
Il est partiellement arboré, et comporte plus de 10 000 végétaux vivaces, dont des espèces remarquables. Lors de chaque nouveau jumelage, la ville y plante un arbre, et à l’occasion du jumelage avec la ville anglaise de Gedling en 1996, un gland provenant de la forêt de Sherwood y a été planté. Le 8 mai 1999, c'est au tour d'un pin parasol d'être planté, pour célébrer un anniversaire du jumelage avec la ville portugaise de Ponte De Lima.
La roseraie comporte 3 550 rosiers de 128 espèces différentes.

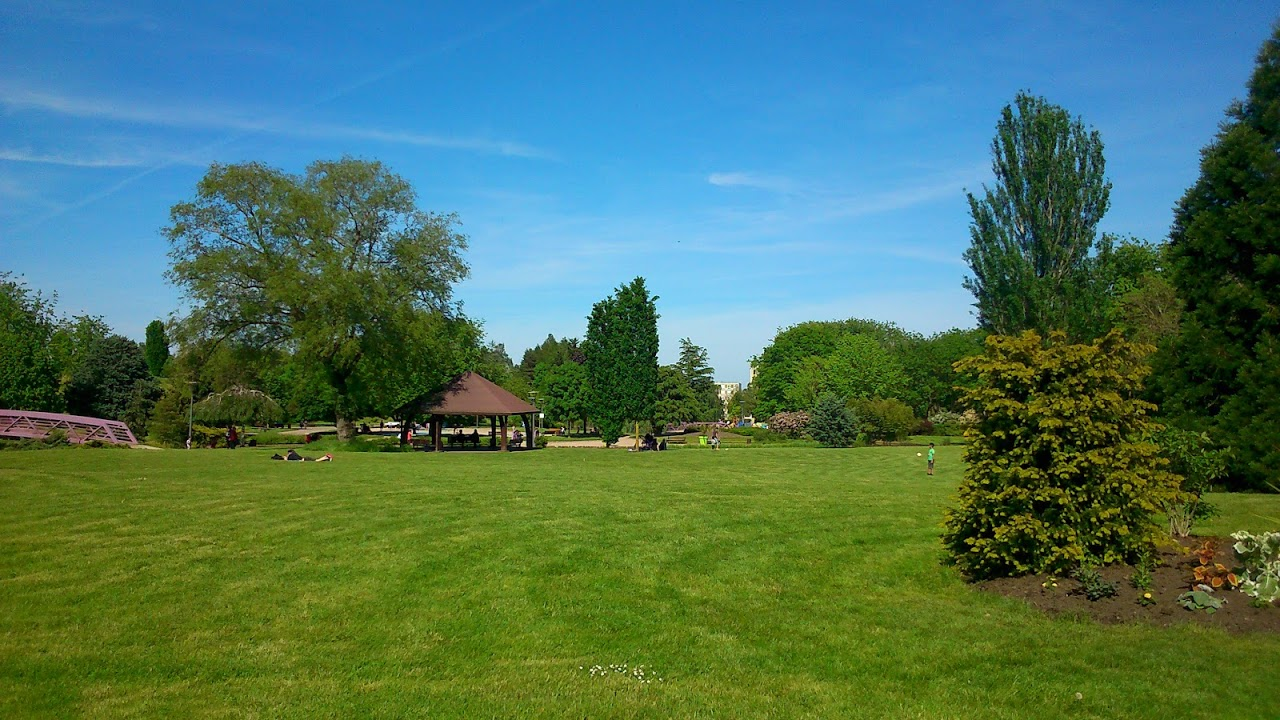
Vue panoramique partielle du parc

Le parc est classé refuge LPO.